# Haute Cour de Dacca
La Haute Cour de Dacca (bengali : উচ্চ আদালত বিভাগ — Ucca ādālata bibhāga) est la division inférieure de la Cour suprême du Bangladesh, la division supérieure étant la Division d'appel (en).  Il se compose du Juge en chef du Bangladesh et des juges de la Haute Cour.
La Haute Cour exerce à la fois la juridiction d'origine et la juridiction d'appel en matière civile et pénale.